# Grand Prix Mount Erciyes 2200 mt
De Grand Prix Mount Erciyes 2200 mt, vernoemd naar de Erciyes, is een voormalige eendagswielerwedstrijd in Turkije voor zowel mannen als vrouwen die in 2020, net als de Grand Prix Develi, voor het eerst werd georganiseerd. Startplaats was Talas en de finishplaats was Mazakaland in het district Develi.

## Mannen
Bij de mannen maakt de koers deel uit van de UCI Europe Tour, met de categorie 1.2.

### Podia
| Jaar | Datum | Afstand  | Winnaar      | Tweede       | Derde              |
| ---- | ----- | -------- | ------------ | ------------ | ------------------ |
| 2020 | 05-09 | 158,5 km | Ivan Smirnov | Gleb Syritsa | Mychajlo Kononenko |

### Overwinningen per land
| Overwinningen | Land    |
| ------------- | ------- |
| 1             | Rusland |

## Vrouwen

### Podia
| Jaar | Datum | Afstand  | Winnaar            | Tweede             | Derde           |
| ---- | ----- | -------- | ------------------ | ------------------ | --------------- |
| 2020 | 05-09 | 134,7 km | Maria Novolodskaja | Valeriya Kononenko | Ajgoel Garejeva |

### Overwinningen per land
| Overwinningen | Land    |
| ------------- | ------- |
| 1             | Rusland |

2005 · 
2006 · 
2007 · 
2008 · 
2009 · 
2010 · 
2011 · 
2012 · 
2013 · 
2014 · 
2015 · 
2016 · 
2017 ·
2018 ·
2019 ·
2020 ·
2021 ·
2022 ·
2023 ·
2024 ·
2025
Belangrijkste etappewedstrijden

Internationaal Wegcriterium · Driedaagse Brugge-De Panne · Ronde van de Alpen · Vierdaagse van Duinkerke · Ronde van Beieren · Ronde van Noorwegen · Ronde van België · Ronde van Luxemburg · Ronde van Oostenrijk · Ronde van Wallonië · Ronde van Burgos · Ronde van Denemarken · Arctic Race of Norway · Ronde van Groot-Brittannië
Belangrijkste eendaagse wedstrijden

Trofeo Laigueglia · GP Lugano · GP Nobili Rubinetterie · Dwars door Vlaanderen · Scheldeprijs · Brabantse Pijl · GP Kanton Aargau · Brussels Cycling Classic · GP Fourmies · Primus Classic Impanis-Van Petegem · Ronde van de Drie Valleien · Milaan-Turijn · Ronde van Piemonte · Ronde van het Münsterland · Ronde van Emilia · Parijs-Tours · GP Bruno Beghelli